# Joe Public FC
Joe Public Football Club  – trynidadzko-tobagijski klub piłkarski z siedzibą w mieście Tunapuna. Drużyna swoje mecze rozgrywa na stadionie Marvin Lee Stadium.

## Sukcesy

### Krajowe
- mistrzostwo Trynidadu i Tobago: 3 razy

1998, 2006, 2009
- Puchar Trynidadu i Tobago: 3 razy

2001, 2007, 2009
finalista (2): 1999, 2000
- Puchar Ligi Trynidadzko-Tobagijskiej

finalista (2): 2008, 2009
- Toyota Classic: 2 razy

2007, 2009
- Digitel Pro Bowl: 1 raz

2009

### Międzynarodowe
- CFU Club Championship: 2 razy

1998, 2000
finalista: 2007, 2010